# Misionář (film)
Misionář (orig. The Missionary) je komediální film režiséra Richarda Loncraineho z roku 1982. Hlavní role v něm ztvárnili Michael Palin, Denholm Elliott, Michael Hornden a Maggie Smithová.